# Jafaar Sharif-Emami

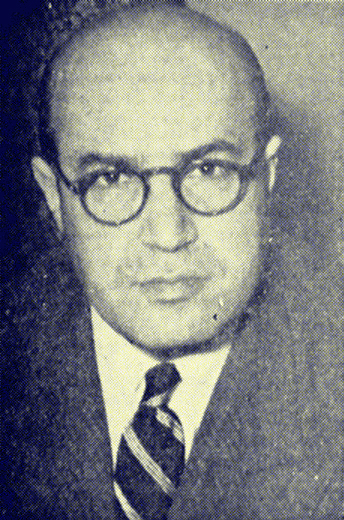

Jaafar Sharif-Emami (Teheran, 17 juni 1912 - New York, 16 juni 1998) was een Iraans staatsman.
Sharif-Emami was een trouw aanhanger van sjah Mohammed Reza Pahlavi. Bij de verkiezingen van de Majlis (parlement) in 1960 werd de Melliyoun ('nationalistische partij') de grootste partij. Op 31 augustus 1960 werd Sharif-Emami minister-president voor de Melliyoun. Op 5 mei 1961 werd Sharif-Emami vervangen door Ali Amini.
Op 27 augustus 1978 werd Sharif-Emami, tijdens de grote crisis die zou uitlopen in de Islamitische Revolutie, opnieuw premier. Sharif-Emami deed concessies: hij schafte de "keizerlijke kalender" (die begon bij Cyrus de Grote) af en verving haar door de islamitische kalender, ook verbood Sharif-Emami casino's en hief hij het verbod op politieke partijen op (tot dan toe was alleen de Herrijzenispartij toegestaan). Deze concessies hielpen niets, de mensen bleven in opstand komen tegen het regime van de sjah. Op 7 september 1978 trokken meer dan 200.000 demonstranten door Teheran. Premier Sharif-Emami diende daarop op 8 september zijn ontslag in, wat de sjah echter weigerde in te willigen. Na de algemene staking van 1 november 1978 diende Sharif-Emami ten slotte op 7 november opnieuw zijn ontslag in, nu werd het wel ingewilligd. Sjah Mohammed Reza benoemde generaal Gholam Reza Azhari tot nieuwe premier van een militaire regering.
Nadat Khomeini de macht greep in januari 1979, week Sharif-Emami uit naar het buitenland.
Jafaar Sharif-Emami was ook voorzitter van de Senaat. Hij overleed in 1998, een dag voordat hij 86 zou worden.

## Werk
Memoirs of Jafar Sharif-Emami
- Bibliothèque nationale de France: cb135568600 (data)
- Gemeinsame Normdatei: 128379561
- International Standard Name Identifier: 0000 0000 6655 2589
- Library of Congress Control Number: no2002044972
- Virtual International Authority File: 74016663
- WorldCat: E39PBJhCyQ6KHMxRQGhJwJCvpP